# Ignatius Fortuna

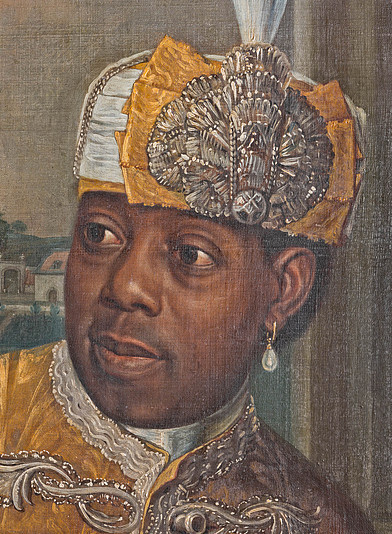
Ignatius Fortuna, Ausschnitt aus dem Repräsentationsgemälde der Fürstäbtissin Franziska Christine von Pfalz-Sulzbach

Ignatius Christianus Fridericus Fortuna (* um 1730; † 24. November 1789 in Steele) war Kammermohr der Essener Fürstäbtissinnen Franziska Christine von Pfalz-Sulzbach und Maria Kunigunde von Sachsen. Im Gegensatz zu vielen anderen Kammermohren, die lediglich auf Gemälden ihrer Herrschaften als Statussymbole oder in Rechnungen und Inventaren auftauchen oder beiläufig in Briefen erwähnt werden, ist Ignatius’ Leben gut dokumentiert. Die Hauptquelle dabei sind die Akten über seinen Nachlass und das Testament der Fürstäbtissin Franziska Christine.

## Herkunft und Jugend
Ignatius, der diesen Namen erst bei der Taufe erhielt und dessen ursprünglicher Name unbekannt ist, wurde um 1735 als Kind in das Reichsstift Essen gebracht. Der spätere Essener Rentmeister Franz Adam Schiffer, der als Kaufmann in Südamerika gelebt hatte, brachte bei seiner Rückkehr von dort, wahrscheinlich aus Suriname, zwei junge Sklaven mit. Diese wurden in Essen christlich erzogen und getauft, der eine auf den Namen Maximilian, der andere am 12. Oktober 1737 in der Pfarrkirche St. Johann Baptist auf die Namen Ignatius Christianus Fridericus. Die Vornamen deuten auf die Taufpaten: Christianus kam von der Fürstäbtissin Franziska Christine, Fridericus von Friedrich Christian Freiherr von Brabeck, einem Kanoniker des Stiftes Thorn, in dem Franziska Christine ebenfalls Äbtissin war. Beide Knaben wurden von Schiffer an geistliche Landesherren gegeben, Maximilian, der früh verstarb, an den Fürstabt Benedikt von Geismar des Klosters Werden, Ignatius an die Fürstäbtissin. Einen Mohren am Hofe zu haben, gehörte ab Mitte des 17. Jahrhunderts zum Standard europäischer Fürstenhöfe, auch die geistlichen Fürsten von Werden und Essen machten hiervon keine Ausnahme.

## Das Verhältnis zur Fürstäbtissin

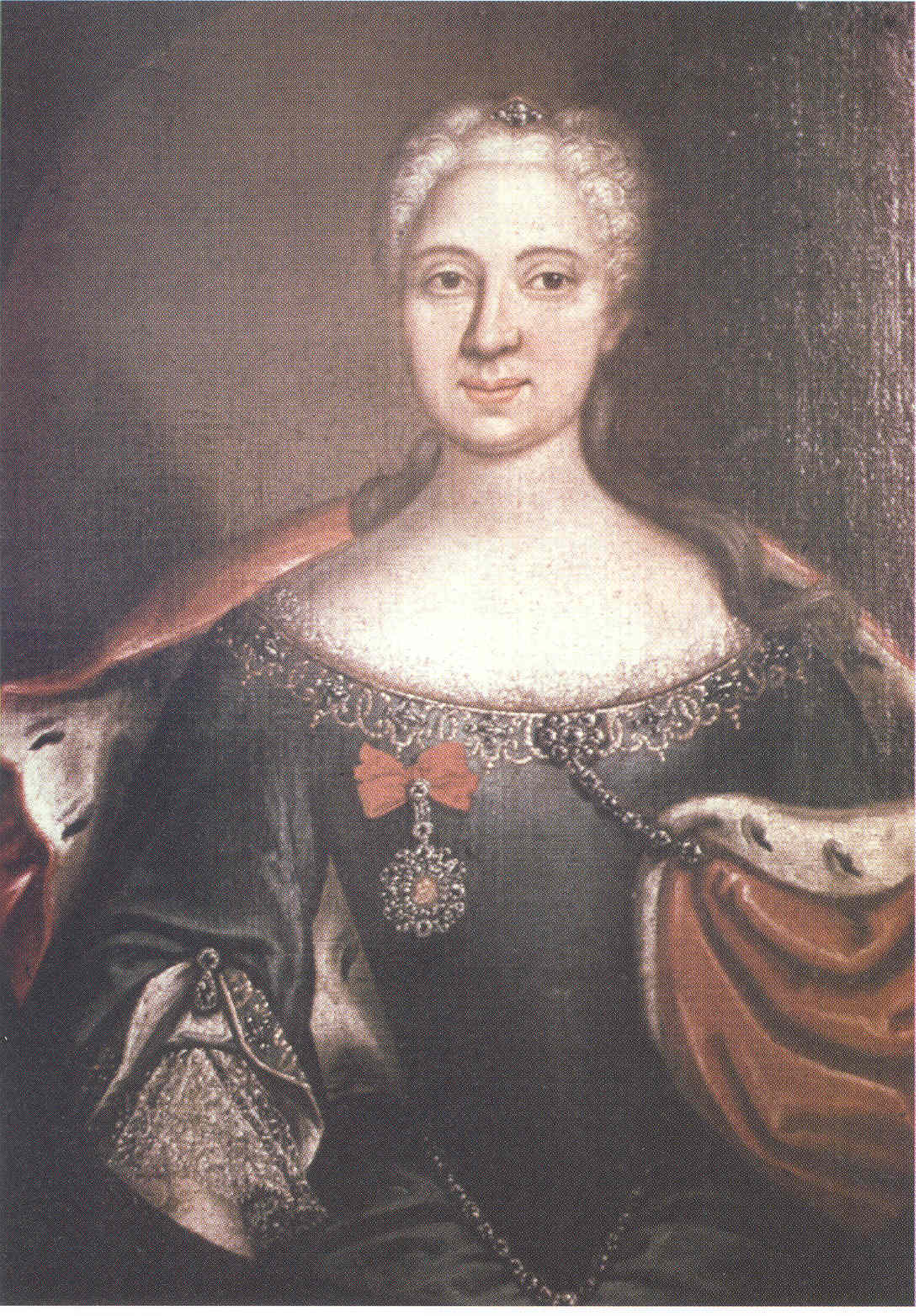
Fürstäbtissin Franziska Christine von Pfalz-Sulzbach, Dienstherrin und Förderin Fortunas

Ungewöhnlich ist jedoch das besondere Vertrauen, das Ignatius von Franziska Christine entgegengebracht wurde. Der junge Mann, der nach Angabe von Franziska Christines Testament keinen Beruf gelernt hatte, nahm eine herausgehobene Position im Haushalt ein, die sich darin widerspiegelt, wie er untergebracht war: Im Essener Abteigebäude bewohnte er das Vorzimmer zum Speisezimmer der Äbtissin, eine Art Wohnzimmer, in Schloss Borbeck ein Zimmer neben dem fürstlichen Speisezimmer. In den Residenzräumen in Steele wurde seine Stellung besonders deutlich: Während Lakaien, Knechte, Mägde und der Koch der Fürstin ungeheizte Kammern unter dem Dach bewohnten, verfügte Ignatius über ein beheizbares Zimmer auf derselben Etage wie die Fürstin, ein Privileg, das neben ihm nur der Rentmeister des Stifts und der persönliche Geistliche der Fürstäbtissin hatten. Über Ignatius’ Pflichten im höfischen Zeremoniell ist nur wenig bekannt, in seinem Nachlass fanden sich allerdings eine Flöte, eine Violine, ein Violoncello und eine Trompete, dazu noch Gegenstände wie ein ledernes Reitseil, die darauf deuten, dass Ignatius Gesellschaften der Fürstäbtissin musikalisch und mit Schauspielerei unterhielt. Beim feierlichen Einzug von Franziska Christines Nachfolgerin Maria Kunigunde von Sachsen in die Stadt war es Ignatius, der ihr die Schleppe trug, bei Tisch bediente und den vornehmsten Gästen nachher den Kaffee kredenzte.
Ignatius’ Wertschätzung am Essener Hof ist auch an den Geschenken zu erkennen, die er von seiner Dienstherrin erhielt: Franziska Christine schenkte ihm eine goldene Uhr und einen Pelzmantel, vermutlich erhielt Ignatius auch Geldgeschenke, denn er kam zu einem für einen Mohren ungewöhnlichen Wohlstand: Aus Akten ist bekannt, dass Ignatius schon 1772 eine Summe von 200 Reichstalern zu fünf Prozent Zinsen an einen Juden, der allerdings im Folgejahr Bankrott machte, verleihen konnte. Franziska Christine bedachte Ignatius auch in ihrem Testament besonders reich: Der „getreue Kammermohr“ erhielt ein lebenslanges Wohnrecht im von ihr gegründeten Waisenhaus zu Steele, kostenlose Speisung am gleichen Tisch wie der Rentmeister und der Geistliche der Stiftung und ein halbes Maß Wein an hohen Festtagen, Sonn- und Feiertagen. Im Krankheitsfall sollte das Waisenhaus Arzt und Arzneien bezahlen. Es musste ihm auch „ehrsame und hinlängliche Kleidung nach teutscher Manier“ stellen. An hohen Feiertagen sollte ihm zudem ein „Spielgeld“ von 1 oder 1 ½ Reichstaler ausgezahlt werden. Da er keinen Beruf gelernt habe, sollte Ignatius zudem nur eine leichte Beschäftigung im Waisenhaus erhalten.

## Fortuna
So reichlich bedacht legte sich Ignatius irgendwann nach dem Tod der Äbtissin 1776 den Nachnamen Fortuna zu, mit dem er 1780 selbst unterzeichnete. Die Fürsorge Franziska Christines wäre vermutlich nicht nötig gewesen: Der 1776 etwa 45-jährige Ignatius war nicht arm. 1776 lieh er dem Waisenhaus, das nach Kauf eines Gutes in wirtschaftlichen Schwierigkeiten war, 600 Reichstaler, auf deren Rückzahlung er im Folgejahr gegen die Zahlung einer jährlichen Rente von 18 Reichstaler verzichtete. Das Waisenhaus war nicht Fortunas einziger Schuldner: Die Kammerdiener der Fürstin schuldeten ihm 38 beziehungsweise 23 Reichstaler. Auch den Söhnen Schiffers, seinen Ziehbrüdern, lieh er Geld: Dem einen, einem fürstbischöflichen Hofrat, 1780 50 Reichstaler zu zwei Prozent Zinsen, einem anderen, einem Silberschmied, 200 Reichstaler, auf deren Rückzahlung Fortuna später gegen Zahlung einer jährlichen Rente von sechs Reichstaler verzichtete.

## Tod und Erbe

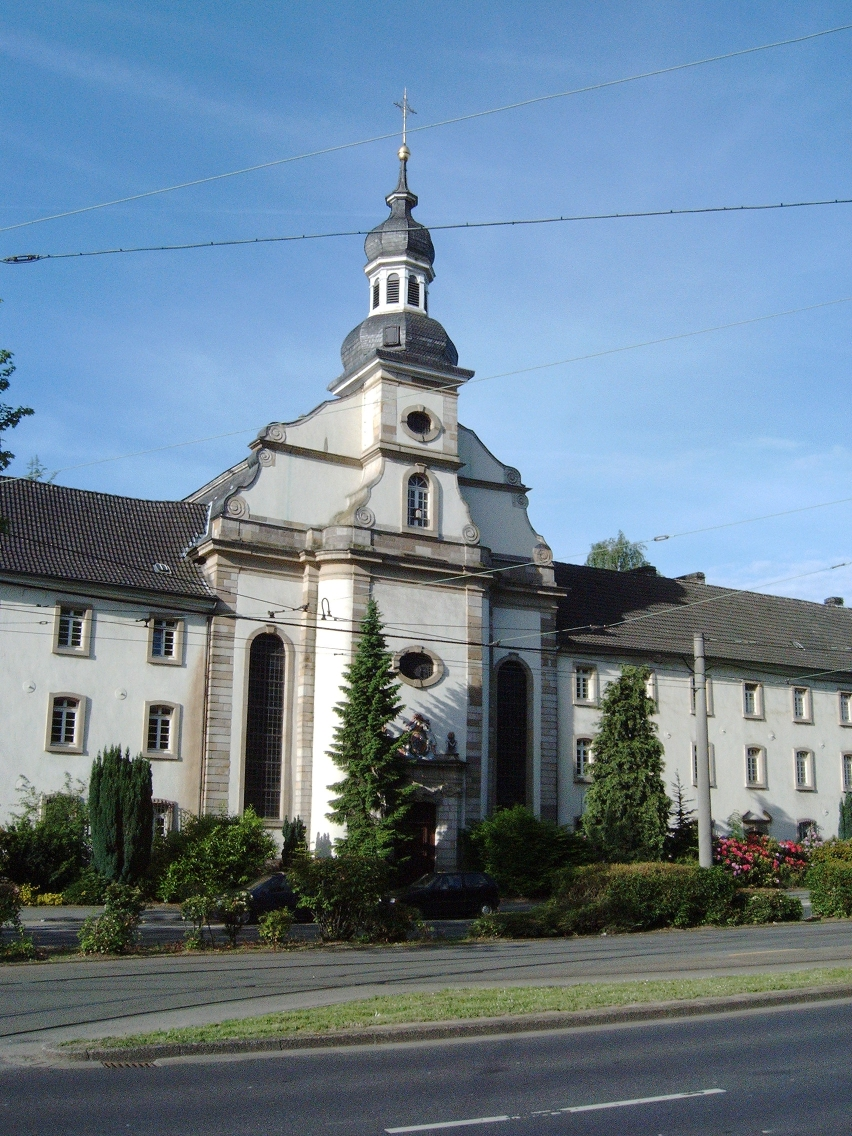
Die Kapelle des Waisenhauses Steele, Begräbnisstätte Fortunas

Ignatius Fortuna starb, ohne ein Testament oder Erben hinterlassen zu haben, am 24. November 1789 gegen 7 Uhr morgens im Waisenhaus Steele an „Schlagfluss“, also nach einem Schlaganfall im Alter von vermutlich knapp 60 Jahren. Bei der Suche nach einem Testament fand man in seinen Räumen insgesamt 514 Reichstaler und prallgefüllte Kleidungskisten. Dieser Nachlass des zu Lebzeiten stets reich gekleideten „Herrn Ignaz“ weckte verschiedene Begehrlichkeiten: Die Kinder Schiffers, der Ignatius als Kind nach Essen gebracht hatte, bezeichneten sich als seine Ziehgeschwister und baten um Zusprechung der Erbschaft. Auch das Waisenhaus, in dem er bis zuletzt gelebt hatte, bat um die Erbschaft. Die fürstliche Kanzlei schlug als Erben den Fiskus vor. Entschieden wurde der Erbstreit durch die Fürstäbtissin Maria Kunigunde persönlich, die sich von Koblenz, wo sie am Hof ihres Bruders lebte, darum kümmerte. Maria Kunigunde behielt einige Straußenfedern aus dem Nachlass und wendete den Rest dem Waisenhaus zu. Einer der Ziehbrüder erhielt 100 Reichstaler, daneben erhielten verschiedene Personen, die mit der Abwicklung des Erbfalls befasst oder persönliche Bekannte Fortunas gewesen waren, kleinere Geschenke.
Das Waisenhaus entschied sich, die vornehme Kleidung Fortunas versteigern zu lassen, da selbst das geringste der Unterhemden zu wertvoll für Waisenkinder sei. Die zu diesem Zweck aufgestellte Inventarliste verzeichnete allein 15 Röcke aus kostbaren Stoffen wie Damast. Die Versteigerung, die sich bis 1794 hinzog, weshalb einige Kleidungsstücke in der Zwischenzeit von Motten angefressen wurden, erbrachte ungefähr 300 Reichstaler, so dass der Wert der gesamten Erbschaft etwa 1000 Reichstaler betrug. Zum Vergleich dazu betrug der Nachlass Angelo Solimans, des 1796 verstorbenen Kammermohren der Prinzen zu Liechtenstein, etwa 35 Reichstaler.
Das Schicksal Solimans, nach dem Tod ausgestopft als Kuriosität dem Publikum zu Schau gestellt zu werden, blieb Fortuna ebenfalls erspart. Franziska Christine hatte in ihrem Testament angeordnet, ihren Mohr in ihrer Nähe zu bestatten, so dass Ignatius Fortuna am 26. November 1789 in der Kapelle des Waisenhauses zu Steele beigesetzt wurde, wo sich noch heute eine Gedenktafel befindet.